# Église Saint-Aignan de Briantes
Pour les articles homonymes, voir Église Saint-Aignan et Saint Aignan.
L'église Saint-Aignan de Briantes est une église catholique française. Elle est située sur le territoire de la commune de Briantes, dans le département de l'Indre, en région Centre-Val de Loire.

## Situation
L'église se trouve dans la commune de Briantes, au sud-est du département de l'Indre, en région Centre-Val de Loire. Elle est située dans la région naturelle du Boischaut Sud. L'église dépend de l'archidiocèse de Bourges, du doyenné du Boischaut Sud et de la paroisse de La Châtre.

## Histoire
L'église fut construite entre le XIe siècle et le XVe siècle. Les vitraux datent du XIXe siècle.

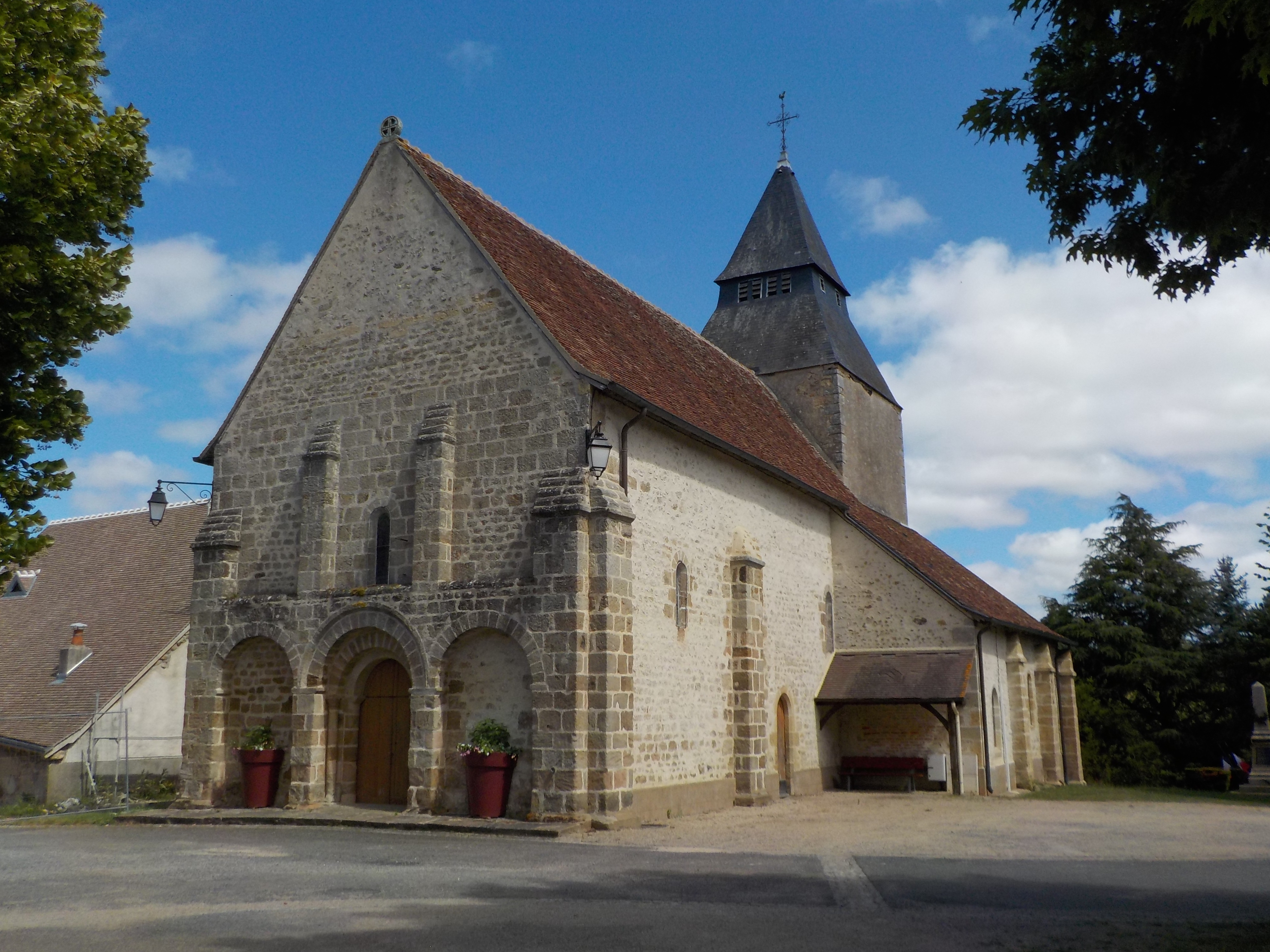
L'église Saint-Aignan, en 2020